# 汶川星毛杜鹃
汶川星毛杜鹃（学名：Rhododendron asterochnoum），为杜鹃花科杜鹃花属下的一个植物种。